# Signaltrupperna
Signaltrupperna (S) bildades som eget truppslag inom den svenska armén den 1 juli 1937. Signaltrupperna hade till uppgift att utbilda stabs- och signalförband för högre staber.

## Historia
Signaltrupperna bildades som ett eget truppslag den 1 juli 1937, då Fortifikationen delades i tre delar, ingenjörtrupperna, signaltrupperna samt fortifikationskåren. Signaltrupperna organiserades enligt 1936 års försvarsordning som ett särskilt truppslag av de förut under chefen för Fortifikationen hörande fälttelegraftrupperna. Signaltrupperna bestod av Signalregementet (S 1) med huvuddelen i Stockholms garnison och ett kompani i vardera Kristianstads garnison (S 1 K), Skövde garnison (S 1 Sk) och Bodens garnison (S 1 B). Ur signaltrupperna kommenderades därjämte ett stort antal officerare för tjänstgöring vid högre staber.
Dagens signaltrupper omfattar huvudsakligen stabs- och sambandsförband, samt telekrigsförband. Ledningsregementet, beläget i Enköping garnison, har sedan 2007 tagit över signaltruppernas tidigare uppgifter.

## Inspektör för signaltrupperna
Åren 1966–1991 hade signal- och ingenjörtrupperna en gemensam truppslagsinspektör, vilken titulerades ingenjör- och signalinspektör. Från 1991 fick de båda truppslagen åter varsin inspektör, titeln för signaltrupperna kortades ner till endast signalinspektör. Signalinspektören var åren 1991–1997 chef för Arméns lednings- och sambandscentrum. Från 1998 utgick befattningen truppslagsinspektör för istället samla alla truppslag inom armén under en gemensam arméinspektör.

- 1937–1942: ?
- 1942–1948: Överste Gottfried Hain
- 1948–1954: Överste Åke Sundberg
- 1954–1955: Överste Hilding Kring
- 1955–1959: Överste Fale Burman
- 1959–1962: Överste Gunnar af Klintberg
- 1962–1966: Överste Bengt Uller
- 1966–1967: Överste 1 Gunnar Smedmark
- 1967–1969: Överste 1 Harald Smith
- 1969–1975: Överste 1 Åke Bernström
- 1975–1982: Överste 1 Kåre Svanfeldt
- 1982–1986: Överste 1 Owe Dahl
- 1986–1992: Överste 1 Bertil Lövdahl
- 1992–1998: Överste 1 Lars Dicander